# Lecanorchis seidenfadenii
Lecanorchis seidenfadenii là một loài thực vật có hoa trong họ Lan. Loài này được Szlach. & Mytnik mô tả khoa học đầu tiên năm 2000.